# Slowakische Badminton-Mannschaftsmeisterschaft 2015
Die Slowakische Badminton-Mannschaftsmeisterschaft 2015 war die 22. Auflage der Teamtitelkämpfe in der Slowakei. Meister wurde Betpres Košice.

## Endstand
| Platz | Team                 | Spiele | G  | U | V  | Spielpunkte | Punkte |
| 1.    | Betpres Košice       | 10     | 10 | 0 | 0  | 65:15       | 20     |
| ----- | -------------------- | ------ | -- | - | -- | ----------- | ------ |
| 2.    | Spoje Bratislava     | 10     | 8  | 0 | 2  | 56:24       | 16     |
| 3.    | TJ Lokomotíva Košice | 10     | 5  | 1 | 4  | 46:34       | 11     |
| 4.    | CEVA Trenčín         | 10     | 4  | 1 | 5  | 37:43       | 9      |
| 5.    | M-Šport Trenčín      | 10     | 2  | 0 | 8  | 24:56       | 4      |
| 6.    | KPŠ Košice           | 10     | 0  | 0 | 10 | 12:68       | 0      |